# Taylor (Mississipi)
Taylor és una població dels Estats Units a l'estat de Mississipi. Segons el cens del 2000 tenia 289 habitants.

## Demografia
Segons el cens del 2000, Taylor tenia 289 habitants, 128 habitatges, i 78 famílies. La densitat de població era de 27,1 habitants per km².
Dels 128 habitatges en un 21,1% hi vivien nens de menys de 18 anys, en un 53,1% hi vivien parelles casades, en un 7,8% dones solteres, i en un 38,3% no eren unitats familiars. En el 35,2% dels habitatges hi vivien persones soles el 9,4% de les quals corresponia a persones de 65 anys o més que vivien soles. El nombre mitjà de persones vivint en cada habitatge era de 2,26 i el nombre mitjà de persones que vivien en cada família era de 2,87.
Per edats la població es repartia de la següent manera: un 17,3% tenia menys de 18 anys, un 10% entre 18 i 24, un 34,3% entre 25 i 44, un 23,5% de 45 a 60 i un 14,9% 65 anys o més.
L'edat mediana era de 40 anys. Per cada 100 dones de 18 o més anys hi havia 95,9 homes.
La renda mediana per habitatge era de 28.875 $ i la renda mediana per família de 50.250 $. Els homes tenien una renda mediana de 31.528 $ mentre que les dones 20.000 $. La renda per capita de la població era de 16.403 $. Entorn del 14,1% de les famílies i el 12,2% de la població estaven per davall del llindar de pobresa.

## Poblacions més properes
El següent diagrama mostra les poblacions més properes.